# Vinho licoroso

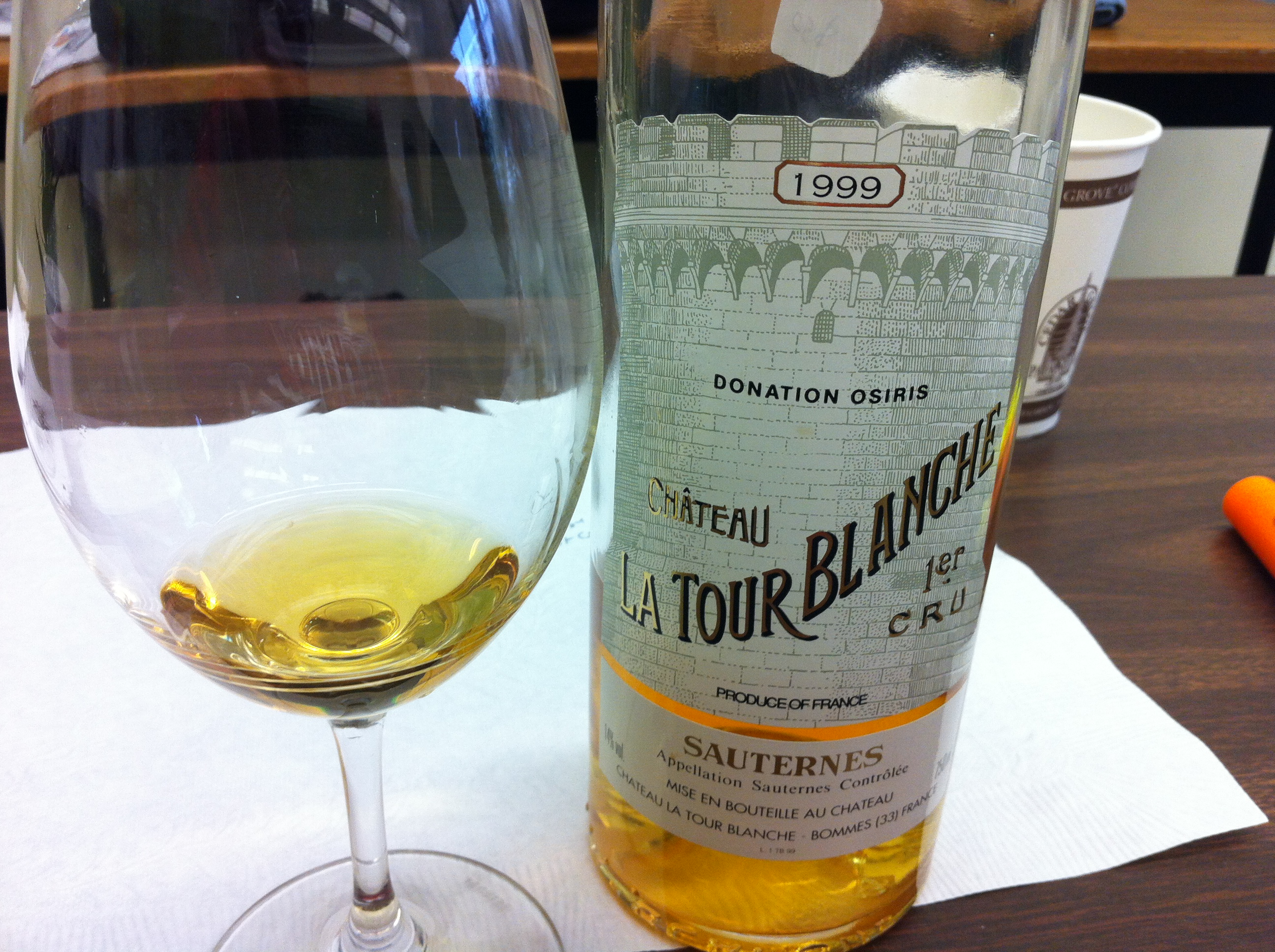
O Sauternes é um exemplo de vinho licoroso.

Os vinhos licorosos são obtidos por fermentação a partir de bagos de uvas tintas ou brancas, diferentemente do licor, que é obtido sem fermentação. A sua vinificação assemelha-se à vinificação dos vinhos brancos, mas as suas características diferem. As uvas são mais ricas em açúcar do que o habitual.

## Tipos de vinho licoroso

### Porto
O vinho do Porto é elaborado na região do Alto Douro. Ele é obtido com  a adição de álcool no mosto ainda em fermentação, interrompendo o processo. Depois, o vinho é levado até a cidade de Vila Nova de Gaia, onde completa seu envelhecimento e é engarrafado.
Os vinhos do Porto podem ser brancos, tintos, secos, doces, safrados ou não.

### Jerez
O vinho Jerez ou Xérèz ou Sherry é produzido na Espanha nos arredores da ciddae de Jerez de la Frontera, na província de Cádis, no sul do país.
É um vinho branco produzido com vários tipos de uvas brancas, sendo a Palomino a mais utilizada.

### Sauternes
O Sauternes é um vinho branco elaborado no sul da região de Bourdeaux, caracterizado pela utilização de uvas atacadas pelo fungo Botrytis cinerea, no processo conhecido como "podridão nobre", que desidrata as uvas e mantém alto teor de açúcar.
As variedades de uvas utilizadas neste vinho são a Sémillon (80%), a Sauvignon Blanc (15%) e a Muscadelle (5%).

### Outros Vinhos Licorosos
- Madeira
- Tokaji
- Recioto della Valpolicella
- Málaga
- Vermute